# Calviá Chess Festival
Calviá Chess Festival es un evento ajedrecístico que se celebra en el municipio español de Calviá, en Mallorca, la mayor de las Islas Baleares. La primera edición se celebró en octubre de 2004 dentro del programa de actividades paralelas a la 36ª Olimpiada de Ajedrez e inlcuía dos Torneos Amateur, un circuito de 16 torneos de partidas rápidas, el Campeonato de España de Veteranos, torneos sub-16 y un fortísimo Open Internacional. Este ambicioso formato se mantuvo hasta la IV edición de 2007, año en el que además el Festival acogió la final del Campeonato de España de Clubes.

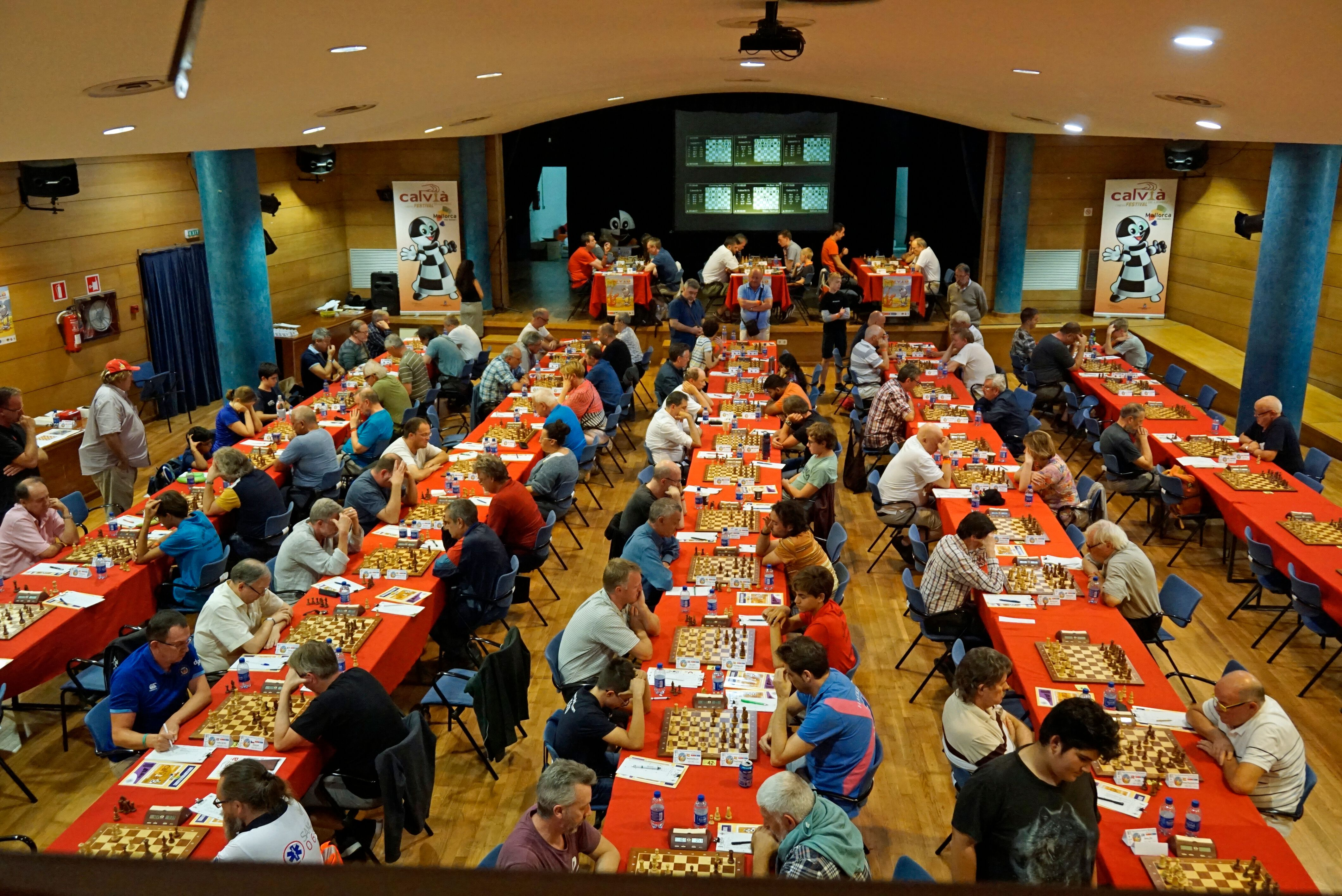
Sala Palmanova, sede del Calviá Chess Festival

El Calviá Chess Festival celebrará su XVII edición del 10 al 18 de octubre de 2020 en la Sala Palmanova sede desde la quinta edición. Desde 2008 la prueba principal es el Open Internacional Amateur, prueba de referencia en su categoría, pero el programa del Festival incluye mucho más: torneo sub-16 y sub-12, sesiones de simultáneas, concurso de problemas, clases para aficionados de todas las edades, torneo de partidas rápidas etc. 